# 崔义起
崔义起（？—665年），博陵郡安平县（今河北省衡水市安平县）人，出自博陵崔氏的博陵大房，唐朝官员。

## 生平
贞观二十年（646年），唐太宗李世民派遣左骁卫大将军阿史那社尔为昆山道行军大总管，与安西都护郭孝恪、司农卿杨弘礼率五将军，又发动铁勒十三部十多万骑兵，讨伐龟兹，以伐龟兹。龟兹丞相那利暗中招引西突厥兵马一万多人来偷袭郭孝恪，郭孝恪被杀，仓部郎中崔义起发动募兵，与曹继叔、韩威等人反击西突厥，斩下敌人首级三千，那利战败逃走。崔义起之后官至西州副都护，司元少常伯、左肃机。麟德二年，崔义起去世。

## 住所
崔义起的住所位于长安城宫城东边的翼善坊西门大巷

## 家庭

### 夫人
- 兰陵萧氏，萧文铿之女，仆射萧瑀侄孙女[5][6]

### 子女
- 崔氏，第四女，冥婚吏部将仕郎裴会真